# Somos familia
Somos familia é uma telenovela argentina produzida e exibida pela Telefe em 2014, estrelada por Gustavo Bermúdez e Ana María Orozco.
Em Angola e Moçambique, a telenovela será exibida no StarTimes Novela P no dia 3 de agosto de 2019.

## Enredo
Duas pessoas o destino traz para cuidar de quatro órfãos irmãos. Joaquin é um solteirão, o famoso ex-piloto da motocicleta, empresário e atual proprietário de uma fábrica de motos. Manuela, um fotojornalista envolvido em questões das mulheres com um passado doloroso que a levou a dar em adoção a sua filha, que deu à luz aos 15 anos.

## Elenco
- Gustavo Bermúdez como «Joaquín Navarro»
- Ana María Orozco como «Manuela Paz» / «Ramona»
- Fabián Vena como «Pablo Navarro»
- Natalia Lobo como «Flavia Carlucci»
- Maxi Ghione como «Francisco Morales»
- Tomás Fonzi como «Pedro Mancini»
- Betina O'Connell como «Irene Lamas»
- Pablo Alarcon como «Gregorio Paz»
- Graciela Pal como «Azucena Lobos»
- Mónica Cabrera como «Ramona Insaurralde»
- Eva De Dominicci como «Pilar González Ferri Paz.
- Paula Morales como «Julieta Paz»
- Fabian Mazzei como «Andrés Saldivar»
- Adriana Salonia como «Mabel González»
- Augusto Schuster como «Nacho Miranda»
- Bárbara Vélez como «Olivia Navarro González.
- Nicolás Furtado como «Máximo Morales Carlucci.
- Christian Sancho como «Santiago González Ferri»
- Gabriela Sari como «Agustina Graciani»
- Olivia Viggiano como «Camila Galván Carlucci.
- Hernán Jimenez como «Alexis»
- Stéfano De Gregorio como «Miguel Insaurralde
- Maite Lanata como «Malena Miranda»
- Micaela Wasserman como «Delfina Miranda»
- Nora Cárpena como «Beatriz Blasco»
- Martín Campilongo como «Armando Flores»
- Silvina Bosco como «Margarita Miranda»
- Gabo Correa como «Sergio Miranda»
- Jorge Noya en el papel de «Mario "Marito" Angeletti»
- Guido Pennelli como «Gasparini»
- Justina Bustos como «Soledad Varela»
- Fabio Di Tomasso como «Germán Colombo»
- Ivo Cutzarida como «Fabian Galván»
- Tony Lestingi como el Padre "Beto"
- Florencia Ortiz como «Benigna Miranda»
- Valentin Villafañe como «Tomás»
- Giselle Bonaffino como Macarena
- Eliana González como Vero
- Thelma Fardín como «Mara Alevi»
- Luciana González Costa como «Lola»
- Gastón Grande como «Lucho»
- Franco Pucci como «Pablo "Junior" Navarro»
- Sabrina Rojas como «Julia Hernández»
- Florencia Caro como Sonia
- Gustavo Guillén como Gustavo "Tavo" Varela
- Jorge Martínez como Isidro Navarro
- Mimí Ardú como Elsa

## Prêmios
Premios Fund TV 2014
- Ficção diária

## Exibição internacional
- Telefe Internacional
- Monte Carlo TV
- Mya - com o título Una famiglia quasi perfetta
- TVN
- StarTimes Novela P (2019)
- Pluto TV